# Самокленскі-Кольонія-Друга
Самокленскі-Кольонія-Друга (пол. Samoklęski-Kolonia Druga) — село в Польщі, у гміні Камйонка Любартівського повіту Люблінського воєводства.